# Стјента
Стјента (итал. Stienta) је насеље у Италији у округу Ровиго, региону Венето.
Према процени из 2011. у насељу је живело 1947 становника. Насеље се налази на надморској висини од 9 м.

## Становништво
Према резултатима пописа становништва 2011. у општини је живело 3.329 становника.
| 1931. | 1936. | 1951. | 1961. | 1971. | 1981. | 1991. | 2001. | 2011. |
| ----- | ----- | ----- | ----- | ----- | ----- | ----- | ----- | ----- |
| 3.938 | 4.049 | 4.142 | 3.349 | 3.055 | 3.042 | 3.004 | 3.010 | 3.329 |